# Rhagio
Rhagio är ett släkte av tvåvingar. Rhagio ingår i familjen Snäppflugor och ordningen tvåvingar.

## Bildgalleri

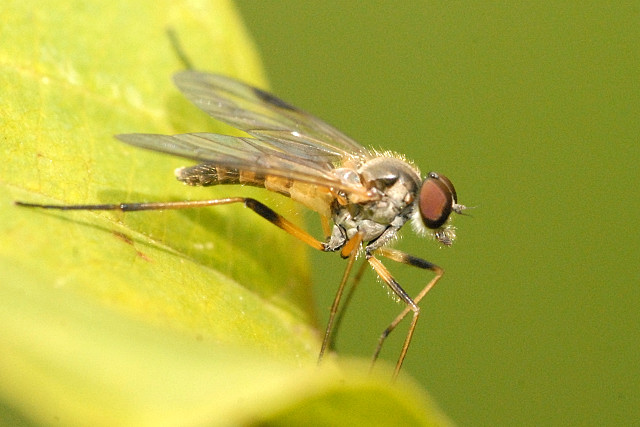
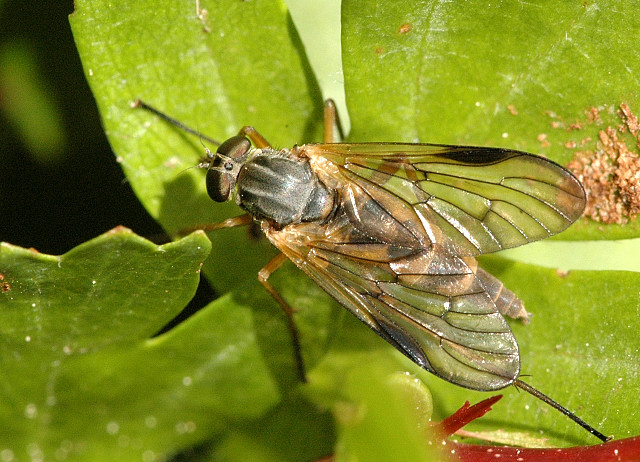
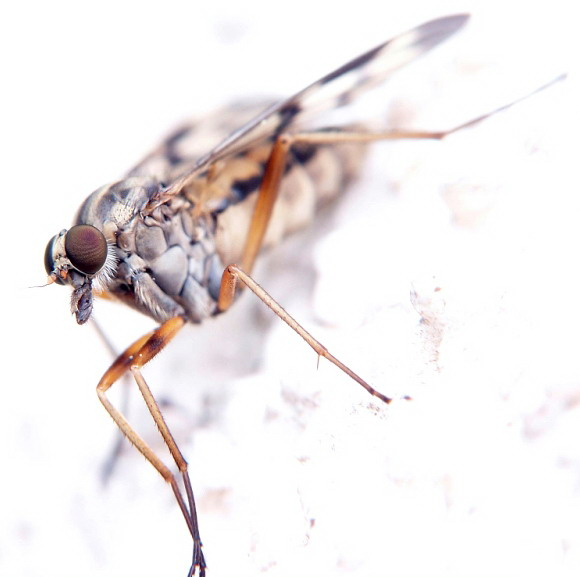
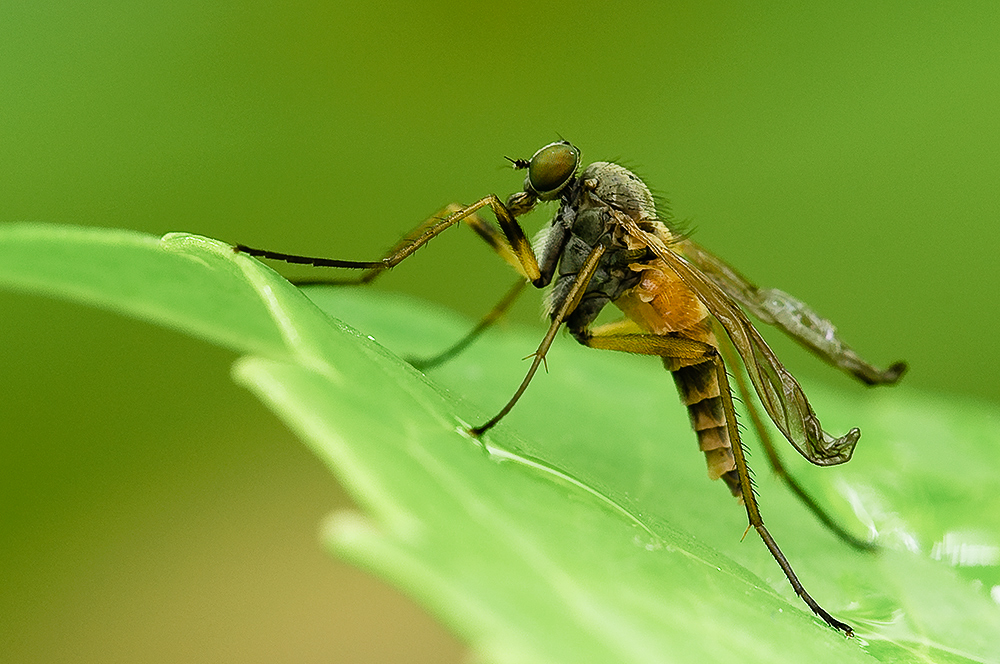
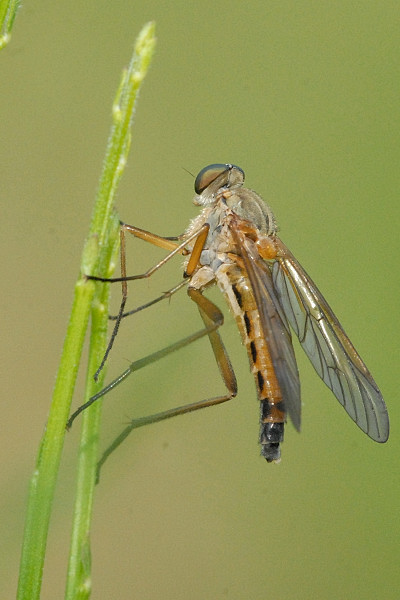
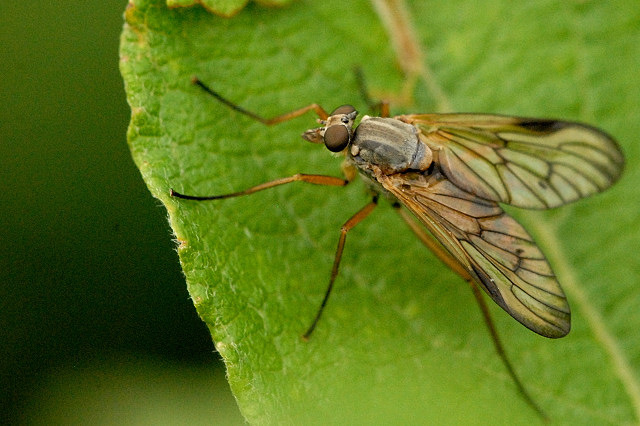

## Arter
- Rhagio annulatus
- Rhagio bicolor
- Rhagio maculatus
- Rhagio nebulosus
- Rhagio norwegica